# روبرت فريدريك كولينز
روبرت فريدريك كولينز (بالإنجليزية: Robert Frederick Collins)‏ هو قاضي ومحامي أمريكي، ولد في 1931 في نيو أورلينز في الولايات المتحدة.